# Senior PGA Tour 1982
De Senior PGA Tour 1982 was het 3de seizoen van de Senior PGA Tour dat in 2003 vernoemd werd tot de Champions Tour. Het seizoen begon met de Michelob-Egypt Temple Senior Classic, in april, en eindigde met het PGA Seniors' Championship, in december. Er stonden elf toernooien op de agenda waaronder twee majors.

## Kalender
| Data  | Data  | Toernooi                                       | Stad                               | Winnaar                 | Score | Score | Info                                       |
| ----- | ----- | ---------------------------------------------- | ---------------------------------- | ----------------------- | ----- | ----- | ------------------------------------------ |
| 01-04 | 04-04 | Michelob-Egypt Temple Senior Classic           | Tampa, Florida                     | Don January po          | 278   | –10   |                                            |
| 10-06 | 13-06 | Marlboro Classic                               | Concord, Massachusetts             | Arnold Palmer           | 276   | –8    |                                            |
| 24-06 | 27-06 | Peter Jacksons Champions                       | Canada                             | Bob Goalby              | 273   | –15   |                                            |
| 08-07 | 11-07 | US Senior Open                                 | Portland, Oregon                   | Miller Barber           | 282   | –2    |                                            |
| 12-08 | 15-08 | Denver Post Champions of Golf                  | Denver, Colorado                   | Arnold Palmer           | 275   | –5    | Nieuw toernooi                             |
| 19-08 | 22-08 | Greater Syracuse Senior's Pro Golf Classic     | Syracuse, New York                 | Bill Collins            | 285   | +1    | Nieuw toernooi Eerste Senior PGA Tour-zege |
| 25-08 | 28-08 | Shootout at Jeremy Ranch                       | Park City, Utah                    | Billy Casper            | 279   | –9    | Eerste Senior PGA Tour-zege                |
| 17-09 | 19-09 | Merrill Lynch/Golf Digest Commemorative Pro-Am | Newport, Rhode Island              | Billy Casper            | 206   | –10   | Nieuw toernooi                             |
| 14-10 | 17-10 | Suntree Classic                                | Melbourne, Florida                 | Miller Barber           | 264   | –24   |                                            |
| 24-10 | 24-10 | Hilton Head Seniors International              | Hilton Head Island, South Carolina | Miller Barber Dan Sikes | 138   | –6    | Nieuw toernooi                             |
| 02-12 | 05-12 | PGA Seniors' Championship                      | North Miami Beach, Florida         | Don January             | 288   | par   |                                            |

| Majors |  | po = winnaar na play-off |  | R = rookie of seizoensdebuut |